# Cantonul Saint-Herblain-Ouest-Indre
Cantonul Saint-Herblain-Ouest-Indre este un canton din arondismentul Nantes, departamentul Loire-Atlantique, regiunea Pays de la Loire, Franța.

## Comune
- Saint-Herblain (parțial, reședință)
- Indre